# MY Safira
M/Y Safira – polski jacht motorowy, dawny okręt ratowniczy Marynarki Wojennej R-22 i statek badawczy RV Kaszubski Brzeg. Statek zbudowany w Stoczni Północnej w Gdańsku w 1955 roku w ramach serii okrętów ratowniczych projektu 12, opartych na projekcie lugrotrawlerów rybackich.

## Historia
Statek o stalowej konstrukcji nitowanej. Jego budowę rozpoczęto w Stoczni Północnej w Gdańsku w ramach serii lugrotrawlerów typu B-17. W toku budowy wraz z trzema innymi został zakupiony dla Marynarki Wojennej i ukończony jako okręt ratowniczy projektu 12. Wszedł do służby 22 maja 1955 roku. Początkowo nosił oznaczenie AR-22, 20 września 1959 roku zmienione na R-22 (seria nosiła oznaczenia R-20 – R-23). Stacjonował w Świnoujściu. Wycofany został ze służby 31 grudnia 1982 roku.
Po wycofaniu z Marynarki Wojennej, R-22 został przekazany w 1984 roku dla potrzeb Centralnego Muzeum Morskiego. Jednostka została przebudowana i dostosowana do potrzeb archeologii podmorskiej jako baza dla płetwonurków i nurków. W 2007 roku został wycofany ze służby i wystawiony na sprzedaż. W 2008 nowy armator YBM Shipyards zmienił nazwę statku na „Safira” i eksploatuje go jako jednostkę do turystyki nurkowej. W 2023 roku statek został zezłomowany przez firmę Panta w Gdańsku.

## Wyposażenie
- wyposażenie nurkowe: komora dekompresyjna jednoprzedziałowa z przedsionkiem i z instalacją tlenową
- agregaty prądotwórcze:
  - nr 1 – S-324-M Andrychów, – Moc: 71,5 KM, Napięcie: 220 V (stałe)
  - nr 2 – 3 NVD 18 Moc: 34 KM, Napięcie: 220 V (stałe)
  - nr 3 – S- 324-M Andrychów, Moc: 71,5 KM, Napięcie: 220 V (zmienne)
- paliwo: L-1, zapas paliwa: 2 zbiorniki po 11 m³
- zapas wody – dwa zbiorniki, łącznie 9,26 t.
- zapas żywności: 500 kg

## Galeria

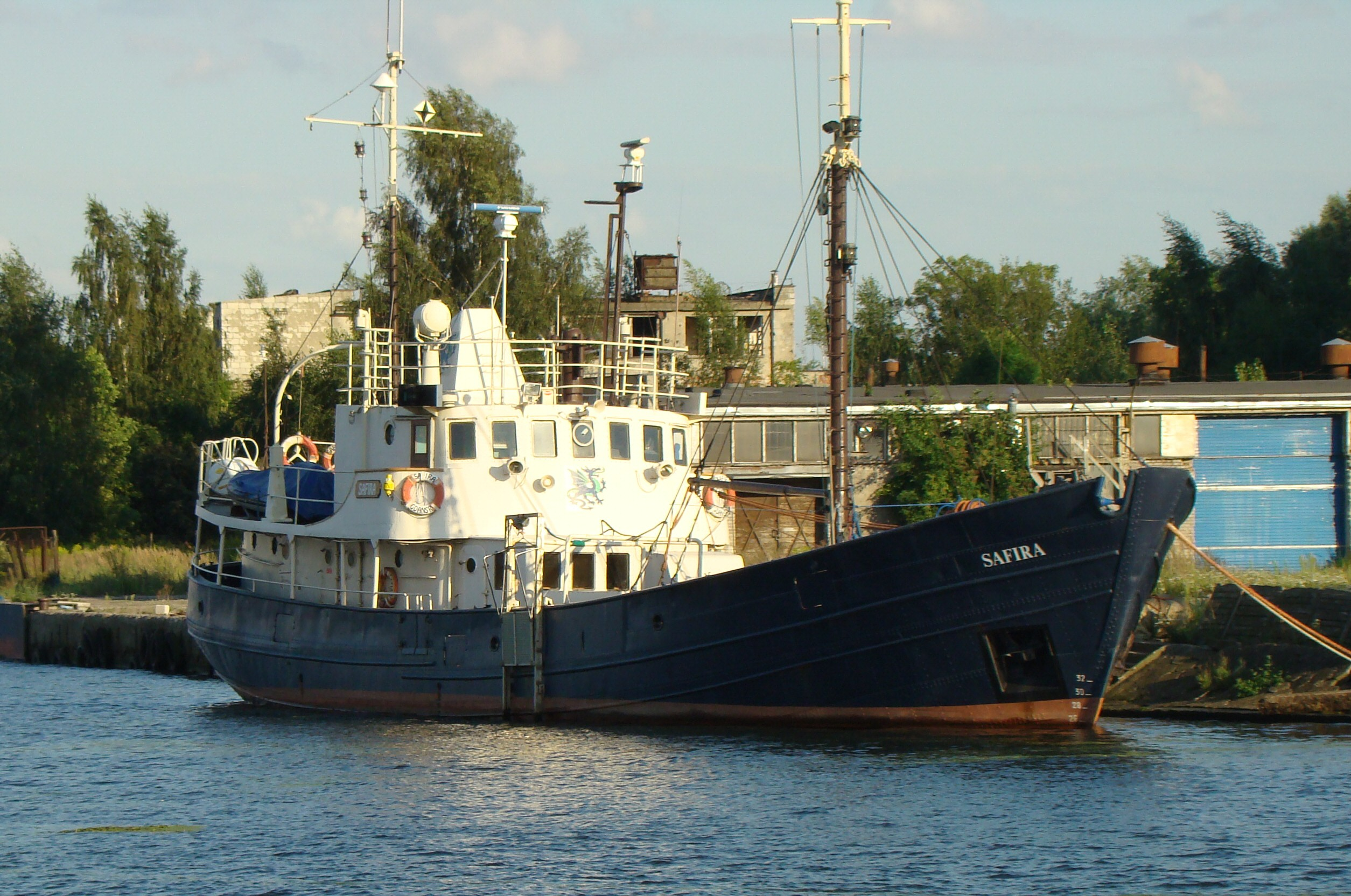
„Safira” w 2014